# Список умерших в 742 году

## Июль
- 24 июля — Ибн Шихаб аз-Зухри, один из первых письменных фиксаторов хадисов — преданий о жизни пророка Мухаммада, один из великих хафизов и факихов, табиин.

## Октябрь
- 14 октября — Аль-Джаад ибн Дирхам, первый представитель джабаритского толка в исламе.

## Дата смерти неизвестна или требует уточнения
- Аэд Балб, король Коннахта (735—742) из рода Уи Бриуйн.
- Ван Чжихуань, китайский поэт времен династии Тан.
- Ицамнах-Балам III, царь государства древних майя Пачан (681—742).
- Конайнг мак Амалгадо, король Наута (Северной Бреги) и всей Бреги (728—742) из рода Сил Аэдо Слане.
- Кутлуг-ябгу, непризнанный каган Восточно-тюркского каганата эпохи гражданской войны с 741 по 742 год.
- Саад ибн Ибрахим аз-Зухри, исламский богослов, факих, хадисовед времен табиев, судья города Медины.